# Delphinium maderense
Delphinium maderense là một loài thực vật có hoa trong họ Mao lương. Loài này được C.Blanché mô tả khoa học đầu tiên năm 1992.